# Tkanka korkotwórcza
Tkanka korkotwórcza (fellogen, felogen, miazga korkotwórcza, miazga korkorodna) – tkanka twórcza wtórna rośliny naczyniowej, której komórki dzieląc się peryklinalnie wytwarzają korek po zewnętrznej stronie felogenu i fellodermę po stronie wewnętrznej, przy czym podziały prowadzące do powstania korka są liczniejsze niż podziały związane z produkcją felodermy. W ten sposób powstaje peryderma (korkowica).
W łodydze felogen zakłada się w epidermie, czasem również z udziałem tkanek położonych pod epidermą – w korze pierwotnej lub w łyku.
W korzeniu felogen różnicuje się z zewnętrznej warstwy walca osiowego – okolnicy. 
Komórki felogenu cechują się cienkimi ścianami komórkowymi, nielicznymi plazmodesmami, dużym jądrem komórkowym, zawierają dużo garbników i flawonoidów.